# 니시노 다이요
니시노 다이요(일본어: 西野 太陽, 2002년 8월 10일~)는 일본의 축구 선수이다.

## 구단 경력
그는 2021년 J1리그의 도쿠시마 보르티스에 입단했다. 2021년후 J2리그에 강등했다.